# Sirenik
Sirenik, Sirenik Yupik, Sireniki Yupik oder Sirenikskiy (russisch сиреникский язык, sirenikski jasyk; Eigenbezeichnung Uqeghllistun) (auch: „Old Sirenik“ oder „Vuteen“) bzw.  Sirenik Eskimo ist der Name einer heute ausgestorben Yupik-Sprache (auch „Westliches Eskimo“ genannt) der Sibirischen Yupik der Eskimosprachen. 1997 verstarb die letzte Person, die die Sprache fließend beherrschte, Walentina Wyje (russisch Валентина Выйе). Sie war Bewohnerin des Dorfes Sireniki (Sirenik Yupik: Sigheneg, russisch: Сиреники) auf der Tschuktschen-Halbinsel (Autonomer Kreis der Tschuktschen) im äußersten Nordosten der Russischen Föderation. Die Sprache und ihre einstigen Sprecher – die „Sirenik“ oder „Sireniki Yupik/Eskimo“ (Sirenik Yupik: Cиӷы́ныгмы̄́ӷий [siˈʁənəɣˈməːʁij]) ist nach dem Ort Sireniki benannt; die Eigenbezeichnung der dort ansässigen Yupik lautete daher auch einfach Siginygmit – „Volk von Sigheneg (Sireniki)“. Einstige Sirenik Yupik-sprachige Anwohner in den Siedlungen Sireniki und Imtuk sowie einigen kleinen Dörfern, die sich westlich von Sirenik entlang der Südostküste der Tschuktschen-Halbinsel erstrecken, bewahrten sich ihre separate kulturelle Identität trotz des Sprachwechsels von Sirenik (Uqeghllistun) in den Uŋazigmit/Chaplino-Dialekt des Central-Yupik (einer anderen Yupik-Sprache) oder Russisch – diese gründet sich auf die entwickelte "Sirenik"-Varietät des Uŋazigmit/Chaplino-Dialekts und des "Ortssinn" in Bezug auf ihre Siedlung "Sirenik", da diese die einzige Yupiksiedlung in Sibirien ist, die nicht umgesiedelt wurde und somit seit ca. 2.500 Jahren besteht.
Schon Ende des 19. Jahrhunderts fand Sirenik regional wenig Verwendung, mit Gruppen von außerhalb wurde beispielsweise auf Tschuktschisch – einer paläosibirischen Sprache – kommuniziert. Es gibt allerdings Hinweise auf zwei vorhandene Dialektvarianten.
Sirenik gehörte wahrscheinlich der Yupik-Sprachgruppe (beiderseits der Beringstraße in Sibirien und Alaska); es kann sich aber auch um die letzte Vertreterin einer dritten Gruppe der Eskimo-Sprachen (neben Yupik und Inuktitut/Inuit) gehandelt haben, da ihre Zuordnung noch nicht geklärt ist.